# Vittoria Aleotti

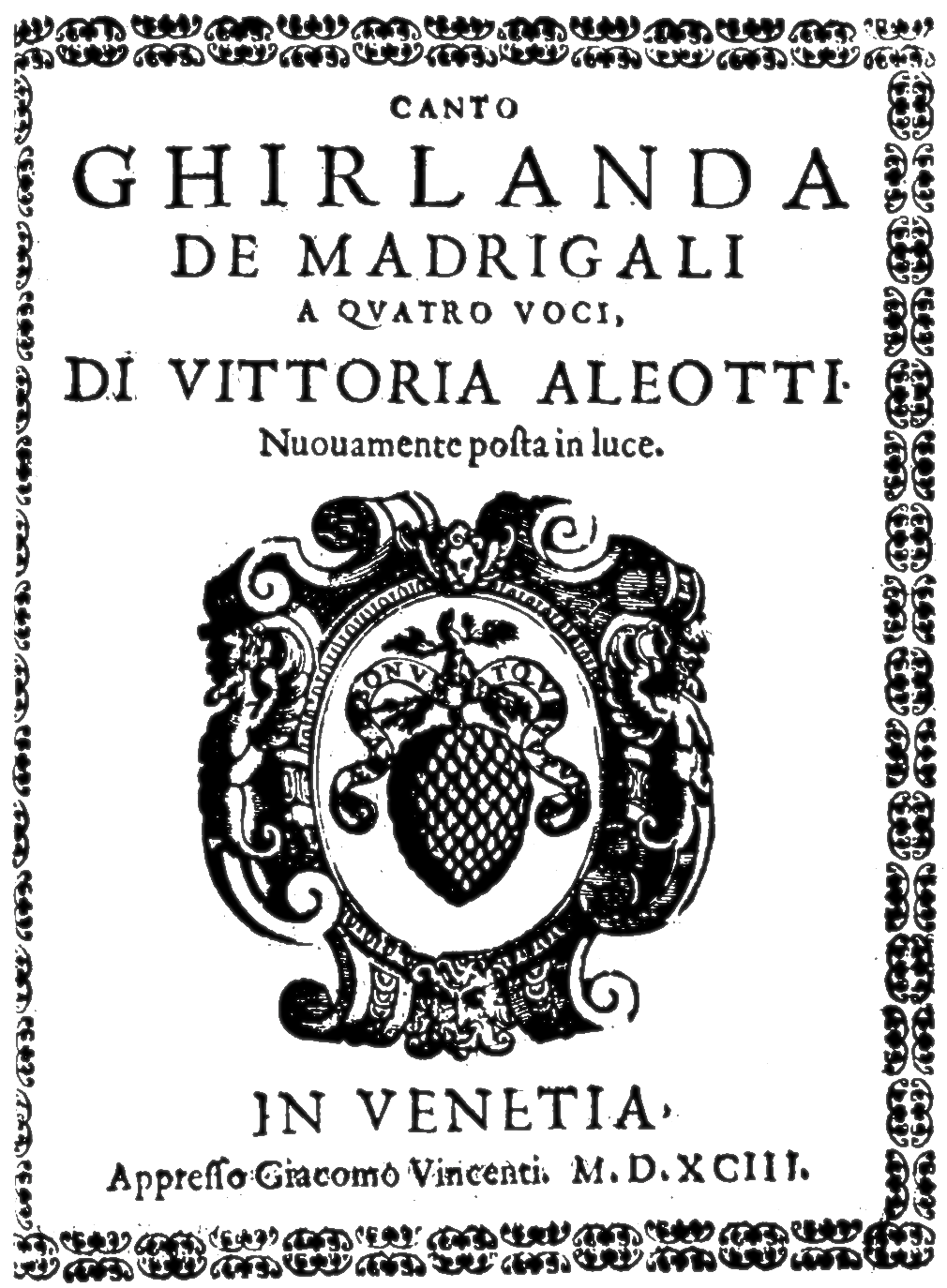

Vittoria Aleotti (Ferrara, 1575 – na 1620), volgens sommige musicologen dezelfde persoon als Raffaella Aleotti of Aleotta (Ferrara, ca. 1570 – na 1646), was een Italiaans Augustijner non, componist en organist uit de late renaissance en vroege barok. Ze wordt gezien als een van de eerste vrouwelijke componisten die werken publiceerde en op die manier bijdroeg aan de ontwikkeling van sacrale en wereldlijke vocale muziek.
Aleotti was actief als non in het klooster van San Vito in Ferrara, waar ze muziek componeerde en ten gehore bracht. Tot haar gepubliceerde werken behoren madrigalen en gewijde motetten, die met name te vinden zijn in de collectie Il giardino de’ musici di Donne uit 1593. Sommige wetenschappers zijn van mening dat ze tevens de componiste kan zijn die bekendstaat als Raffaella Aleotti, die in datzelfde jaar een verzameling gewijde motetten publiceerde.
Haar muziek werd uitgevoerd in een tijd waarin vrouwelijke componisten zeldzaam waren, en haar werken blijven een interessant onderwerp in studies over vrouwen in de Renaissancemuziek.

## Leven en opleiding
Aleotti werd geboren in Ferrara als dochter van de vooraanstaande architect Giovanni Battista Aleotti en werd genoemd in zijn testament uit 1631. Sinds de vijftiende eeuw waren Ferrara en vooral het hof van Este een cultureel centrum van de hoogste reputatie, dat nauwe banden onderhield met Frankrijk, Nederland en het hof van Gonzaga in Mantua. De decennia waarin Aleotti opgroeide, werden gekenmerkt door de persoonlijkheden van Alfonso II d'Este, zelf zanger en instrumentalist, en zijn zussen Lucrezia en Eleonora (de vrouw van Carlo Gesualdo), die beroemde zangeressen waren met een opmerkelijk grote schare fans.
Volgens haar vader raakte Vittoria geïnteresseerd in muziek nadat ze had gehoord hoe haar oudere zus muziekles kreeg. Binnen een jaar beheerste Vittoria enkele instrumenten, voornamelijk het klavecimbel, en haar stem zo goed dat ze werd opgeleid bij Alessandro Milleville en Ercole Pasquini. Op zes- of zevenjarige leeftijd, nadat ze met Pasquini had gewerkt, werd voorgesteld om Vittoria naar San Vito in Ferrara te sturen, een klooster dat bekend stond om het stimuleren van muzikale talenten.
Op 14-jarige leeftijd koos Vittoria ervoor om het klooster in te gaan en haar leven te wijden aan dienstbaarheid. Daar veranderde ze wellicht haar naam naar Raffaella. Uit het voorwoord van haar bundel Ghirlanda e Madrigali à 4 voci blijkt dat Vittoria/Raffaella haar muzikale opleiding in het klooster bleef vervolmaken – vanaf haar vroege jeugd waren haar leraren Alessandre Milleville en Ercole Pasquini, die later naar Rome verhuisden naar de Cappella Giulia en Santo Spirito di Sassia.
Raffaella stond bekend als een vaardig organist, maar kon ook andere instrumenten zoals het klavecimbel, de trombone en andere blaasinstrumenten bespelen. Ze werd in 1587 geprezen door Ercole Bottrigari omdat ze het talent en de vaardigheden had om een ensemble van drieëntwintig nonnen te leiden. Ze was ook de maestra in het klooster tot aan haar dood.

## Naamswijziging
Giovanni Battista Aleotti zou vijf dochters hebben gehad. Hoewel er geen vermelding is van een dochter met de naam Raffaella, wordt aangenomen dat Vittoria haar naam veranderde toen ze in het klooster trok. Er zijn veel verslagen die suggereren dat Vittoria en Raffaella twee verschillende zussen zijn, terwijl anderen beweren dat de twee dezelfde vrouw zijn.
Deze identiteitsverwarring komt van Giovanni zelf, die de inleiding schreef in het enige gepubliceerde muziekboek van Vittoria. Hierin suggereert hij dat, terwijl zijn oudste dochter werd voorbereid om non te worden en in muziek werd opgeleid, zijn jongere dochter Vittoria deze muziek hoorde en een voorliefde voor muziek kreeg.

## Werk
Op 16-jarige leeftijd verscheen haar vijfstemmige madrigaal “Di pallide viole” in de bundel Il Giardino de' Musici ferraresi, gedrukt in Venetië door Giacomo Vincenti. Kort daarna, in 1593, volgde haar verzameling madrigalen Ghirlanda e Madrigali à 4 voci, bestaande uit 21 vierstemmige madrigalen op acht gedichten van Giovanni Battista Guarini, de hofdichter van Ferrara, wiens arcadische en zeer populaire tragikomedie in versvorm, Il Pastor fido, tot ver in de 18e eeuw de basis vormde voor talloze composities. Aleotti was de eerste van ten minste 19 componisten die de tekst "T'amo mia vita” op muziek zette. Aangezien ze op dat moment al non was, faciliteerde haar vader deze publicatie.
In hetzelfde jaar dat Vittoria haar madrigalenboek publiceerde, publiceerde Raffaella een boek met motetten, gedrukt door Ricciardo Amadino. Sacrae cantiones quinque, septem, octo, & decem vocibus decantande was het eerste boek met gewijde muziek van een vrouw dat in druk verscheen, en bevat achttien motetten: dertien kwintetten, twee septetten, twee octetten en een motet voor tien stemmen. Aleotti schreef en arrangeerde de motetten in het Latijn.

## Stijl
Aleotti componeerde tijdens een kantelpunt van de muziekgeschiedenis, waarbij ze zowel geworteld was in de traditie als nieuwe experimenten toeliet. Enerzijds was ze geïnspireerd door een heropleving van oude modale relaties met subtiele intervalafstanden (afhankelijk van de modus, het genus en de stemvoering), zoals door Nicola Vicentino en Carlo Gesualdo werden toegepast. Anderzijds was er een toenemende heraccentuering van tonaliteit dat de modale theorie achter zich laat, met de nadruk op een klank die wordt gedomineerd door sequenties van dalende kwinten. Daarnaast is er een relatief vrije omgang met de compositie, waarbij de voorkeur wordt gegeven aan subtiele tekstinterpretaties, met imitaties, melismen, stemverdunning of -splitsing, blokachtige secties of de invloed van de monodische stijl. Deze elementen zijn in bijna alle madrigalen terug te vinden: ze tonen de kennis en de historisch gewortelde opleiding van de componist, waarbij enkele prachtige woordbeelden en ideeën een opmerkelijke, vaak ontroerende emotionaliteit krijgen. Sommige dissonanten verwijzen naar Monteverdi, maar de invloed van andere Ferrarese geluidstradities of experimenten is ook herkenbaar.
Raffaella hield dus van complexe muziek en gebruikte vaak harmonie en dissonantie om de tekst te versterken. Soms kreeg ze echter kritiek omdat sommigen vonden dat, naarmate de muziek complexer werd door het gebruik van meer stemmen, de heiligheid van de muziek verdween.

## Werken
- Motet: Angelus ad pastores ait (gebaseerd op Lucas 2:10-11)
- Motet: Ego flos campi (a 7 vv), R. Aleotti
- Il giardino de musici ferraresi (1591)
- Sacrae cantiones quinque, septem, octo, & decem vocibus decantande (1593)
- Ghirlanda de madrigali a quatro voci (1593).